# Jipijapa
Jipijapa, oficialmente San Lorenzo de Jipijapa es un pueblo ecuatoriano; cabecera cantonal del Cantón Jipijapa, así como la sexta urbe más grande y poblada de la provincia de Manabí. Se localiza al centro de la región litoral del Ecuador, en una extensa llanura, atravesada por el río Jipijapa, a una altitud de 287 m s. n. m. y con un clima lluvioso tropical de 27 °C en promedio.
Es llamada "La Sultana del Café" por su importante producción cafetera. En el censo de 2022 tenía una población de 45.382 habitantes, lo que la convierte en la trigésima cuarta ciudad más poblada del país. La ciudad es el núcleo del área metropolitana de Jipijapa, la cual está constituida además por ciudades y parroquias rurales cercanas. El conglomerado alberga a más de 60.000 habitantes.
Fue fundada el 10 de agosto de 1565 por Bernardo de Loayza, pero es a mediados del siglo XIX, debido a la producción de café, cuando presenta un acelerado crecimiento demográfico hasta establecer un poblado urbano, que sería posteriormente, uno de los principales núcleos urbanos de la provincia. Es uno de los más importantes centros administrativos, económicos, financieros y comerciales del sur de Manabí. Las actividades principales de la ciudad son la agricultura, el comercio, la ganadería y la elaboración de sombreros de paja toquilla.
En esta ciudad también reposan los restos del héroe de Ayacucho, general  Manuel Antonio López Borrero, ayudante de Bolívar y Sucre, notable historiador de las Campañas de Colombia, Ecuador y Perú en las que participó con el grado de Coronel.

## Símbolos
Los símbolos patrios son aquéllos que nos representan como ciudad altiva y noble, y de esta manera es reconocida por otras ciudades y el mundo entero. Estos símbolos se formularon a partir de la ideología de una identidad propia que pretenden difundir los valores de la historia o de los personajes célebres de nuestra tierra. 
El cantón Jipijapa está representado por tres símbolos patrios, que son:
- La bandera adoptada el 8 de enero de 1965.
- El escudo adoptado el 15 de octubre de 1969.
- El Himno fue creado el 25 de enero de 1938 y su partitura el 23 de marzo de 1938.

### Bandera
El Consejo de la Ilustre Municipalidad del Cantón Jipijapa dirigido por su presidente el Señor Ricardo Loor Choéz, resolvieron mediante ordenanza municipal el día viernes 8 de enero de 1965 aprobar y adoptar como símbolo patrio tres franjas de colores los cuales representarían el estandarte de la altiva sultana del café, estos colores eran el verde, el rojo y el verde los cuales formaban parte de la costumbre del pueblo jipijapense y es así como nace la bandera de Jipijapa, aunque los antecedentes que preceden y que da origen a la elección del diseño y sus colores es una idea de la Asociación Sociedad de Obreros Parrales y Guale; la cual flameo como rechazo a la invasión de un grupo de extranjeros que pretendían apoderarse del territorio de la isla Salango, y de aquel heroico acto de rechazo, se convirtió en un baluarte de lucha y sacrificio de los ideales del pueblo por la libertad.
Descripción de la bandera
La descripción es simple y sin mucho detalles:
1) Está compuesta de tres franjas de posición horizontal.
2) Usa solo dos colores el verde y el rojo.
3) La primera franja de color verde representa la fertilidad de la tierra teniendo al café como su principalmente representante.
4) La segunda franja de color rojo representa el sacrificio, el esfuerzo y la libertad por la sangre derramada de los bravos jipijapenses en su proclama de emancipación.
5) La tercera franja de color verde representa la productividad y el trabajo de hombres y mujeres del entonces conocido Centro Industrial Jipijapense.

### Escudo
El escudo del cantón Jipijapa fue elaborado y creado por el escritor y periodista manabita, don Segundo Absalón Tola Barcia. La estructura del diseño es simple y de singularidad única cuyos elementos describen las principales cualidades y aspectos únicos de nuestra tierra, desde la riqueza marítima hasta sus productivas praderas y su notable cultura. La Ilustre Municipalidad de Jipijapa da por aprobada la creación de Segundo Tola en la ordenanza del 15 de octubre de 1969, dando indicación que a partir de esa fecha de promulgación entraría en vigencia. 
Descripción del escudo
1) El escudo posee al lado derecho e izquierdo ramas de café el cual ha sido el símbolo de su majestuosidad como la sultana del café.   
2) En el centro se ubica un escudo el cual está dividido en tres partes:  
- La parte superior central representa su puerto marítimo y la producción pecuaria, así como su hermoso paisaje y sus fértiles tierras.
- En la parte inferior izquierda se encuentran tres franjas de colores el verde, el rojo y el verde que representan la bandera de Jipijapa.
- En el lado inferior derecho se encuentra un libro y tres plumas las cuales representan el nivel de la cultura representado por el arte, la poesía, el teatro, la oratoria y las costumbres de Jipijapa.

3) En la parte superior del escudo se encuentra una antorcha encendida que representa la libertad y la ferocidad de un pueblo bravo y altivo.
4) Sobre la antorcha y por encima de las ramas de café se encuentran siete estrellas las cuales representan las parroquias rurales de Jipijapa.
5) Por último, en la parte inferior del escudo esta trazado por una franja de color verde bajo con una leyenda en dos partes las cuales empiezan con el nombre del cantón Jipijapa, siguiente a dos fechas: La primera fecha que es Octubre 15 - 1820 (proclamación de la emancipación política de Jipijapa y La segunda fecha Enero 8 - 1822 (en esta fecha fue conformado el primer Ayuntamiento de Jipijapa). 
HIMNO A JIPIJAPA
Creado el 23 de marzo de 1938, y es así como se la historia del nacimiento del himno a Jipijapa empieza en el alba de 1938, cuando el ilustre poeta guayaquileño, el doctor don Víctor Manual Rendón, quien desde hace mucho tiempo y sin referentes específicos tenía un especial sentimiento de simpatía hacia la ciudad de Jipijapa cuna de una gran cultura y de gente muy hospitalaria. Este hecho es el detonante por el cual distinguido personaje de letras, quien ha honrado a su Patria y la noble Perla del Pacifico su ciudad natal Guayaquil, haya decidido escribir con la pluma de su mano los versos que inmortalizaron al entonces Centro Industrial Jipijapense.
Es  a través de una carta que envió al cabildo de la ciudad de Jipijapa, donde los principales mandantes recibieron con asombro e incrédula admiración tal noble proeza la cual fue compartida con los habitantes del Centro Industrial. Más tarde se extendieron los sentimientos de sincera gratitud al poeta ecuatoriano por tan especial acto, pero para poder ser utilizado como un símbolo patrio fue necesario componer la música, por lo cual se solicitó al mismo poeta Víctor Manuel Rendón, que pueda escoger y recomendar un músico que elaborara la partitura del Himno a Jipijapa y como respuesta a esta solicitud se recomendó que sea el Profesor Nicasio Espiridión Safádi Reves. 
| CORO |  | II |  |
| --- |  | --- |  |
| JIPIJAPA, los ecos divulgan la nobleza de tu alma sonriente; eres perla de espléndido oriente que refulge no lejos del mar; Ecuador te contempla orgulloso y es muy justo su vivo embeleso; tus labores en raudo progreso, le procuran mayor bienestar.                 |  | De un cacique te dieron el nombre; te ha dado otro sus fundos prediales; fue Manuel Inocencio Parrales quién cumplió tan altruista labor; de tus bosques, palmeras y frutos, cual de tu arte textil los primores te acrecientan venturas y honores. Ya la fama te ensalza doquier.     |  |
| |  | |  |
| I Eres cuna de ilustres varones cuyos hechos exalta la historia y de quienes irradia la gloria en la Iglesia, la Ciencia y el Bien; de dos hijas bendices los nombres, de Francisca y Esther siendo diestras, abnegadas y sabias maestras, la virtud enseñaron también. |  | III Ha cien años, un monstruo tremendo, cuan voraz! destruyo tus hogares; mas, tus hijos, si sufren pesares, no se abaten y cobran vigor; del desastre surgiste más bella, Oh, ciudad! que, en continuo adelanto, logras ser, prodigándole encanto, honra y prez del glorioso Ecuador. |  |

Letra: Doctor Víctor Manuel Rendón Pérez
Música: Maestro Nicasio Espiridión Safádi Reves

## Toponimia
La tradición cuenta que su nombre se deriva de un cacique indio del lugar Xipixapa.

## Historia

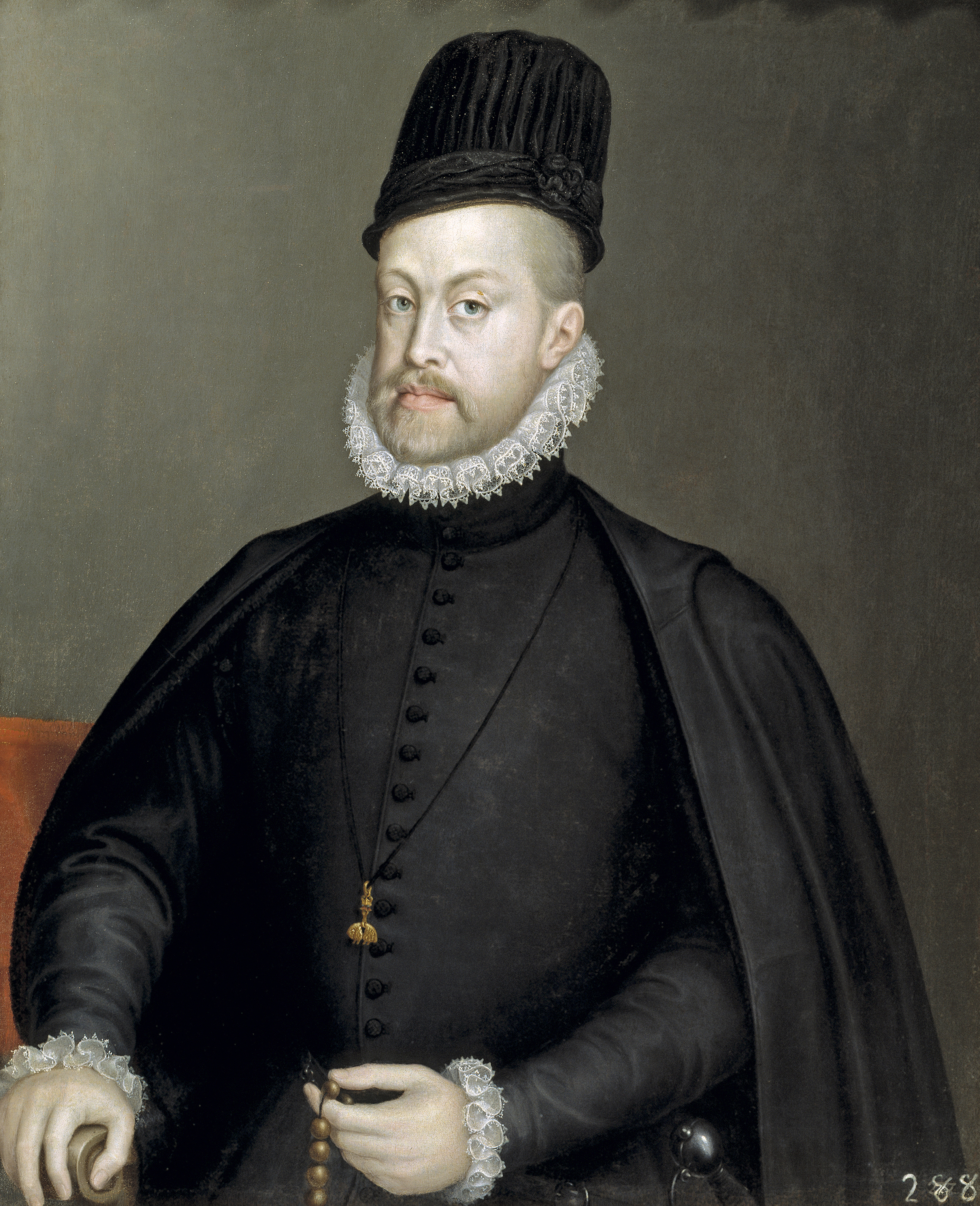
Durante el reinado de Felipe II de España (en la imagen) se produjo la fundación de Jipijapa, cuando aún recién se estaba consolidando el Imperio español en las Indias Occidentales.

La zona que constituye actualmente el cantón Jipijapa estuvo poblada en la época prehispánica por parcialidades indígenas pertenecientes a tribus propias de la región asentada en este sitio la llamada "Los Xipixapas", esta formaban parte de comunidades más grandes asociadas a etnias vecinas dentro del territorio. Se estableció como territorio posterior a las etnias Manteño-Huancavilca, Investigaciones indican el paso de múltiples civilizaciones precolombinas. En el sitio Andíl, Choconchá, Chade, Los Positos, ubicados a cercanos minutos del casco urbano, se muestran rasgos de construcciones Mayas, mediante la presencia de pozos acuíferos típicos de esta civilización ancestral.
La actual ciudad de San Lorenzo de Jipijapa fue fundada al Norte de su ubicación actual, en el sitio Sancán, por el visitador Bernardo de Loayza. Fue trasladada posteriormente al sitio donde se encuentra por Juan de Hinojosa. Los territorios de Jipijapa pertenecieron al Corregimiento de Guayaquil y posteriormente al Gobierno de Guayaquil.
En la época colonial fue un caserío de tránsito en la vía Portoviejo-Daule-Guayaquil hasta el siglo XVII aproximadamente en que se fue convirtiendo en una zona de producción y comercialización de sombreros de paja toquilla o "Jipijapas". Esta industria alcanzó su auge en los dos siglos posteriores convirtiendo a la ciudad en centro de acopio para la exportación del producto.
En la época de la emancipación, Jipijapa fue el primer territorio de Manabí en sumarse a proclamación de independencia de Guayaquil el 9 de octubre de 1820. Siendo el día 15 cuando el prócer José Antonio de Vallejo en paso a Portoviejo informó de la decisión tomada y sumó a la comunidad a la gesta libertaria.
A mediados del siglo XIX se introdujo el cultivo de café, lo que fue desplazando la producción de sombreros a poblaciones específicas y a otros cantones como Montecristi. Jipijapa se convirtió entonces en una zona cafetera, productora y exportadora, tomando en cuenta que comprendía toda el área del sur de Manabí incluyendo los cantones de Paján y Veinticuatro de Mayo. El boom del café declinó con la caída de los precios internacionales y la pérdida de los cafetales a finales del siglo XX.
De Jipijapa fueron oriundos Alejo Lascano, Pedro Pablo Gómez y Manuel I. Parrales y Guale.
Esta ciudad fue ruta de tránsito para las campañas montoneras del Gral. Eloy Alfaro durante la Revolución Liberal.

## Política

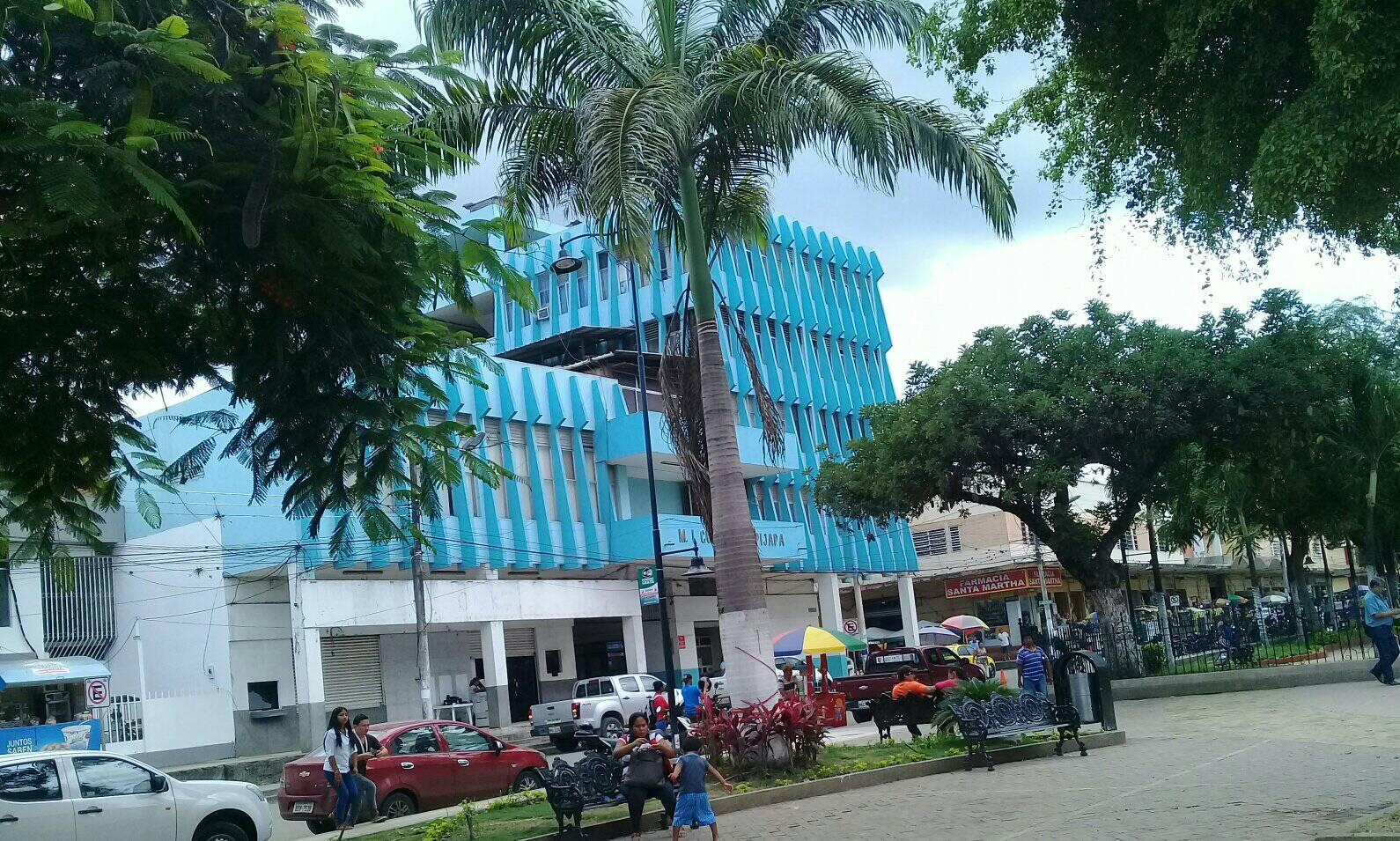
Sede de la Alcaldía de Jipijapa.

La ciudad y el cantón Jipijapa, al igual que las demás localidades ecuatorianas, se rige por una municipalidad según lo previsto en la Constitución de la República. El Gobierno Autónomo Descentralizado Municipal de Jipijapa, es una entidad de gobierno seccional que administra el cantón de forma autónoma al gobierno central. La municipalidad está organizada por la separación de poderes de carácter ejecutivo representado por el alcalde, y otro de carácter legislativo conformado por los miembros del concejo cantonal.
La Municipalidad de Jipijapa, se rige principalmente sobre la base de lo estipulado en los artículos 253 y 264 de la Constitución Política de la República y en la Ley de Régimen Municipal en sus artículos 1 y 16, que establece la autonomía funcional, económica y administrativa de la Entidad.

### Alcaldía
El poder ejecutivo de la ciudad es desempeñado por un ciudadano con título de alcalde del cantón Jipijapa, el cual es elegido por sufragio directo en una sola vuelta electoral sin fórmulas o binomios en las elecciones municipales. El vicealcalde no es elegido de la misma manera, ya que una vez instalado el Concejo Cantonal se elegirá entre los ediles un encargado para aquel cargo. El alcalde y el vicealcalde duran cuatro años en sus funciones, y en el caso del alcalde, tiene la opción de reelección inmediata o sucesiva. El alcalde es el máximo representante de la municipalidad y tiene voto dirimente en el concejo cantonal, mientras que el vicealcalde realiza las funciones del alcalde de modo suplente mientras no pueda ejercer sus funciones el alcalde titular.
El alcalde cuenta con su propio gabinete de administración municipal mediante múltiples direcciones de nivel de asesoría, de apoyo y operativo. Los encargados de aquellas direcciones municipales son designados por el propio alcalde. Actualmente, la alcaldesa de Jipijapa es Ángela Plúa, elegida para el periodo 2023 - 2027.

### Concejo cantonal
El poder legislativo de la ciudad es ejercido por el Concejo Cantonal de Jipijapa el cual es un pequeño parlamento unicameral que se constituye al igual que en los demás cantones mediante la disposición del artículo 253 de la Constitución Política Nacional. De acuerdo a lo establecido en la ley, la cantidad de miembros del concejo representa proporcionalmente a la población del cantón.
Jipijapa posee siete concejales, los cuales son elegidos mediante sufragio (Sistema D'Hondt) y duran en sus funciones cuatro años pudiendo ser reelegidos indefinidamente. El alcalde y el vicealcalde presiden el concejo en sus sesiones. Al recién instalarse el concejo cantonal por primera vez los miembros eligen de entre ellos un designado para el cargo de vicealcalde de la ciudad.
Territorialmente, el cantón Jipijapa está constituido actualmente por un centro cantonal consolidado y 7 parroquias rurales que de una manera similar presentan un centro parroquial consolidado y en el territorio rural una serie de comunidades y recintos dispersos, con una consolidación mínima y pocas viviendas asentadas en espacios cercanos entre sí. El término "parroquia" es usado en el Ecuador para referirse a territorios dentro de la división administrativa del cantón.

### Ubicación
El Cantón Jipijapa se localiza en el extremo sur occidental de la Provincia de Manabí, A 403 Km. de Quito capital del Ecuador.

### Límites
El cantón Jipijapa, está limitado al:
Norte: por los cantones Montecristi, Portoviejo y Santa Ana
Sur: por la provincia de Santa Elena y el cantón Puerto López
Este: por los cantones Paján y 24 de Mayo
Oeste: por el Océano Pacífico y el cantón Puerto López

### Topografía
Existe un macizo montañoso aislado e irregular, que se desarrolla entre Jipijapa y Manta, rodeado al norte y oeste por el Océano  Pacifico, al sur por el valle de Jipijapa y al este por el río Portoviejo. En este valle termina la cordillera de Colonche y las montañas costaneras que siguen hacia Bahía de Caráquez. No se presentan cadenas largas, más bien son grupos macizos irregulares.

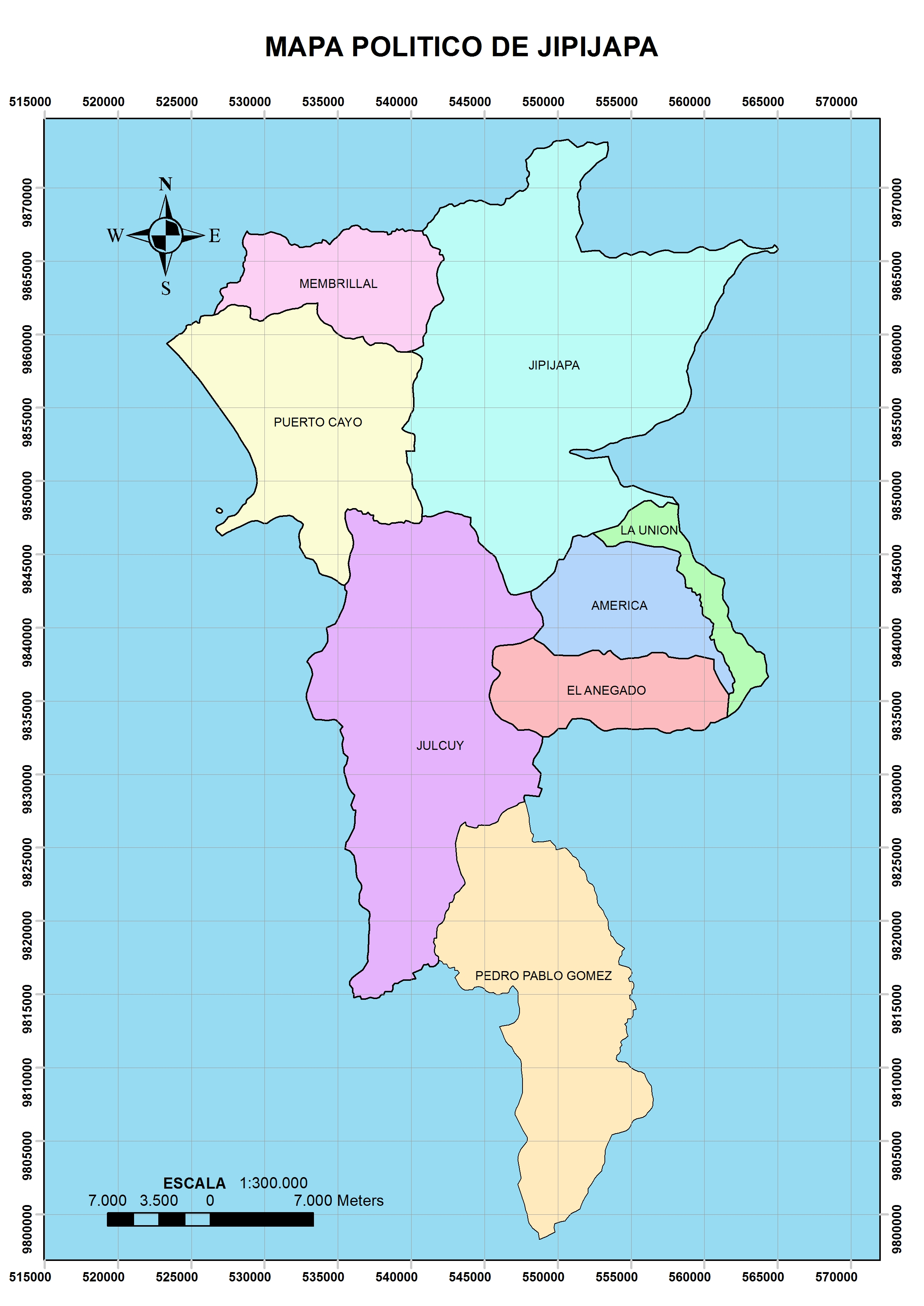
PARROQUIAS DE JIPIJAPA

### División Administrativa
El cantón se divide en una parroquia urbana y 7 parroquias rurales:

##### Parroquia urbana:
- Jipijapa

#### Parroquias rurales:
- La América
- El Anegado
- Julcuy
- Pedro Pablo Gómez
- Puerto Cayo
- Membrillal
- La Unión

## Turismo

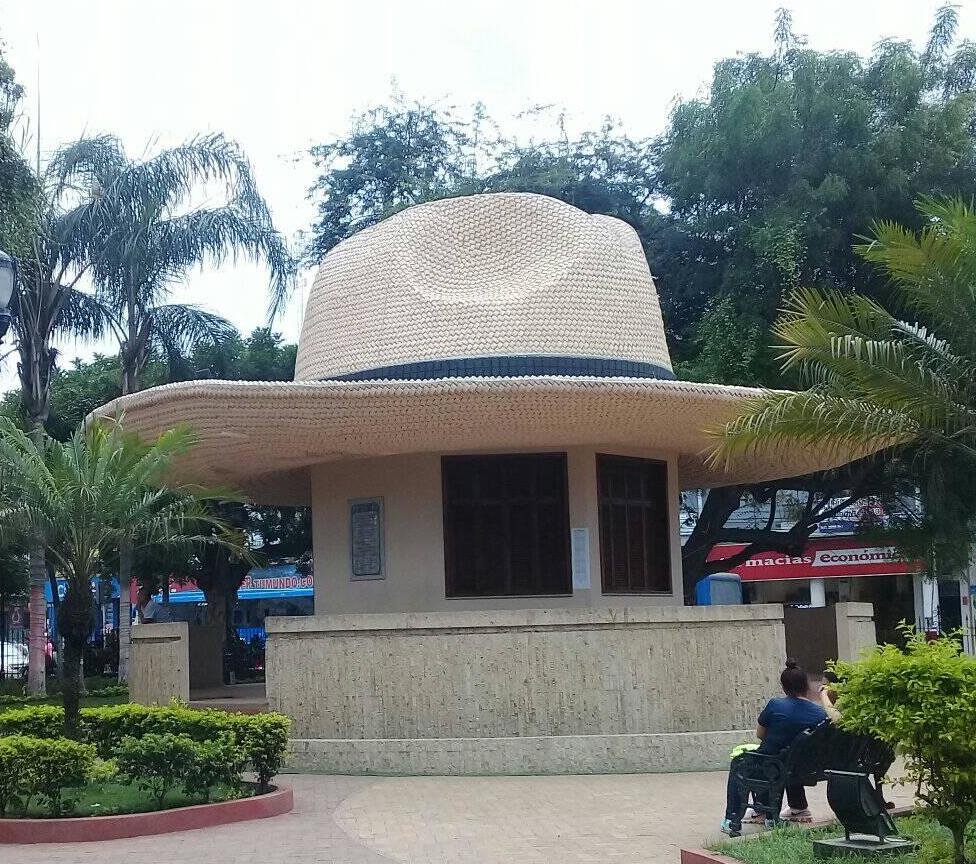
Monumento al Sombrero Paja Toquilla.

En Jipijapa el turismo tiene buenos lugares para visitar dentro del casco colonial: están el parque central con el Sombrero más grande del mundo, Casas patrimoniales, Iglesia San Lorenzo, Museo Centro Cultural; en las zonas rurales: La Cascada de Agua dulce, Los pozos de agua dulce en Andil, los pozos de Agua azufrada del volcán Chocotete en Joa, las cascadas en el Anegado, la gastronomía una de las más llamativas y representativas a nivel nacional El Ceviche con Maní y aguacate, Bollo especial, greñoso, adicional La Playa de Puerto Cayo y para los amantes a los monumentos " La Gran Mazorca" que se encuentra en las afueras de Jipijapa en la vía entre Portoviejo y Manta representando la cultura agrícola.
Desde 2013, a la iniciativa de la Unión Provincial de Organizaciones campesinas de Manabí, se está impulsando el turismo comunitario en las comunidades de Agua Dulce, Cantagallo, Casas Viejas, Chade, La América, Pedro Pablo Gómez, Pisloy de Abajo y San Pedro de la América.

#### Turismo comunitario
Es un turismo que es manejado por la comunidad para compartir sus patrimonios naturales y culturando, preservando el medio ambiente aparte de recontribuir al comercio industrial. Las comunidades proponen diversidades de actividades turísticas, alojamientos y alimentación, senderos de observación de aves y de flora, sitios arqueológicos de la cultura manteña como los Petroglifos, participación a eventos culturales, visita de fincas agroecológicas, etc..

## Transporte

### Terrestre
El transporte público es el principal medio transporte de los habitantes de la ciudad, tiene un servicio de bus público urbano en expansión, y es una de las pocas ciudades manabitas que cuenta con uno. El sistema de bus no es amplio y está conformado por pocas empresas de transporte urbano. La tarifa del sistema de bus es de 0,30 USD, con descuento del 50% a grupos prioritarios (menores de edad, adultos mayores, discapacitados, entre otros). Además existen los buses interparroquiales e intercantonales para el transporte a localidades cercanas.
Gran parte de las calles de la ciudad están asfaltadas o adoquinadas, aunque algunas están desgastadas y el resto de calles son lastradas, principalmente en los barrios nuevos que se expanden en la periferia de la urbe.

#### Avenidas importantes
- Alejo Lascano
- Bolívar
- Sucre
- Rocafuerte
- Colón
- Santistevan
- De los Choferes
- Cotopaxi

## Medios de comunicación
La ciudad posee una red de comunicación en continuo desarrollo y modernización. En la ciudad se dispone de varios medios de comunicación como prensa escrita, radio, televisión, telefonía, Internet y mensajería postal. En algunas comunidades rurales existen telefonía e Internet satelitales.
- Telefonía: Si bien la telefonía fija se mantiene aún con un crecimiento periódico, esta ha sido desplazada muy notablemente por la telefonía celular, tanto por la enorme cobertura que ofrece y la fácil accesibilidad. Existen 3 operadoras de telefonía fija, CNT (pública), TVCABLE y Claro (privadas) y cuatro operadoras de telefonía celular, Movistar, Claro y Tuenti (privadas) y CNT (pública).

- Radiofusión: Dentro de esta lista se menciona una gran cantidad de sistemas radiales de transmisión nacional y local e incluso de provincias vecinas.

- Medios televisivos: La mayoría son nacionales, aunque se ha incluido canales locales recientemente. El apagón analógico se estableció para el 31 de diciembre de 2018.

## Deporte
La Liga Deportiva Cantonal de Jipijapa es el organismo rector del deporte en todo el Cantón Jipijapa y por ende en la urbe se ejerce su autoridad de control. El deporte más popular en la ciudad, al igual que en todo el país, es el fútbol, siendo el deporte con mayor convocatoria. El Club Halley Divino Niño y el Jipijapa Futbol Club, son hoy en día, los clubes jipijapenses activos en la Asociación de Fútbol No Amateur de Manabí, que participa en la Segunda Categoría de Manabí y que tienen hinchadas propias que hacen un clásico en la ciudad. Al ser un cantón pequeño en la época de las fundaciones de los grandes equipos del país, Jipijapa carece de un equipo simbólico de la ciudad, por lo que sus habitantes son aficionados en su mayoría de los clubes guayaquileños: Barcelona Sporting Club y Club Sport Emelec. A su vez, existen personas que apoyan al Delfín Sporting Club de Manta
El principal recinto deportivo para la práctica del fútbol es el Estadio Arturo Zavala Ramírez. Está ubicado en la avenida Cotopaxi. Es usado mayoritariamente para la práctica del fútbol, y allí juega como locales el Club Halley y el Jipijapa F.C.; tiene capacidad para 800 espectadores. El estadio es sede de distintos eventos deportivos a nivel local, así como es escenario para varios eventos de tipo cultural, especialmente conciertos musicales.

## Fechas Importantes
| Acontecimiento      | Fecha                 |
| ------------------- | --------------------- |
| Fundación Española  | 10 de agosto de 1565  |
| Independencia       | 15 de octubre de 1820 |
| Primer Ayuntamiento | 8 de enero de 1822    |
| Cantonización       | 25 de junio de 1824   |
|                     |                       |

| Fecha           | Celebración                        |
| --------------- | ---------------------------------- |
| 10 de agosto    | Fiesta de San Lorenzo.             |
| 8 de septiembre | Fiesta de la Virgen de Agua Santa. |